# Die cierheit der gheesteliker brulocht

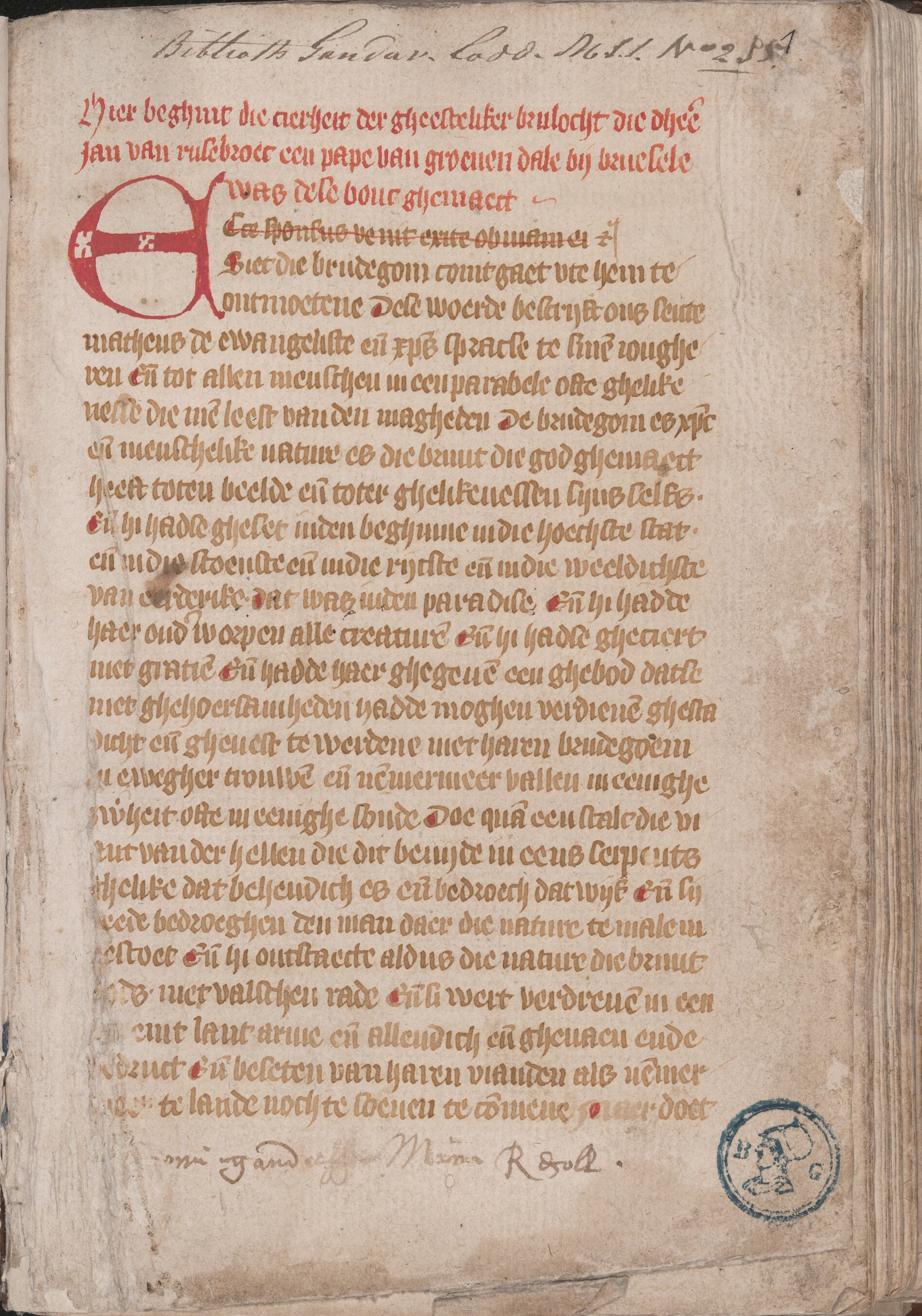
Fragment uit handschrift 255, bij het begin van het deel van der gheesteliker brulocht.

Handschrift 255 is een manuscript dat bewaard wordt in de Universiteitsbibliotheek Gent. Het bevat onder andere het belangrijkste werk van Jan van Ruusbroec: Die cierheit der gheesteliker brulocht. De originele tekst werd initieel in het Middelnederlands geschreven.

## Handschrift 255
Het handschrift werd vervaardigd in Vlaanderen, in de eerste helft van de vijftiende eeuw. Het werd gevonden in de zeventiende eeuw bij de paters recoletten, in Gent. Wie de kopiist is, is onbekend. Wel is duidelijk geweten dat der gheesteliker brulocht een tekst is waarvan het origineel geschreven werd door Jan van Ruusbroec. Het handschrift bevat een kafsleren gotische band op houten borden. Op de voor- en achterplat staat er een paneelstempel met vier medaillons daaronder met de tekst: Petrvs dvx fecit. Verder zijn er enkele slotsporen terug te vinden op het handschrift. Naast de kopie van Die cierheit der gheesteliker brulocht bevat het handschrift nog enkele andere teksten. Kort samengevat bevat het handschrift volgende onderdelen:
- Die cierheit der gheesteliker brulocht (fol. 1r. - 89v.)
- Dit sprak onze heer met zijnen mond (fol. 89v. - 93v.)
- vij manieren die de biechte verchieren (fol. 93v.)
- Twaalf graden (fol.94r.)

## Der gheesteliker brulocht
Die geestelike brulocht, geschreven ca. 1335/40, is een traktaat dat Ruusbroec schreef toen hij te Brussel als kapelaan van de Sint-Goedelekerk werkzaam was. Deze tekst wordt de dag van vandaag als zijn belangrijkste werk beschouwd. Dit werk is zijn tweede Brusselse tekst. Hierin legt Ruusbroec uit dat het geestelijke leven in drie stadia verloopt waarin de liefde tot God zich telkens verdiept: het werkende leven, het innige leven en het Godschouwende leven. Ruusbroec beklemtoont dat de mysticus die het hoogste stadium heeft bereikt de vorige twee nooit achterlaat, maar ze beoefent vanuit de vereniging met God. Dit noemt Ruusbroec het ‘gemene’ leven. 
Ruusbroecs spiritualiteit vond vrij snel ingang bij een groot publiek. Die geestelike brulocht raakte via vertalingen in het Latijn, de lingua franca van die tijd, en in verschillende volkstalen wijd verspreid. Ruusbroecs mystieke visie heeft dan ook een sterke invloed uitgeoefend op de geschiedenis van de spiritualiteit, in maar ook zeker buiten de Nederlanden.